# Asta al ribasso
Con la locuzione asta a ribasso si intende una particolare forma di asta competitiva, detta anche asta olandese perché usata al mercato dei fiori di quella regione. Si svolge partendo da una base elevata che il banditore via via abbassa fino a che non viene fatta un'offerta: era tradizionalmente usata in Italia nel mercato del pesce. Un metodo usato in finanza, dal risultato non molto differente, prende il nome di asta marginale.
A partire dai primi anni 2000 con la locuzione asta a ribasso in Italia sono divenute note le unique bid auction, aste nelle quali l'oggetto viene aggiudicato dalla persona che fa l'offerta unica più bassa: se due o più persone fanno la stessa offerta per un oggetto, tali offerte sono automaticamente eliminate. In effetti funzionano in maniera molto simile ad un gioco d'azzardo, pur non facendone ufficialmente parte.
In un'asta al ribasso, tutte le offerte sono necessariamente segrete: inoltre è generalmente possibile per un concorrente fare più di un'offerta. Il costo dei concorrenti per la partecipazione a un'asta al ribasso può essere una cifra fissa per ogni offerta fatta, oppure il valore dell'offerta stessa, nel qual caso il meccanismo assomiglia più a quello di una lotteria ancorché atipica. Il ricavo per il gestore dell'asta deriva appunto dalle somme pagate dai concorrenti: obiettivo del gestore è pertanto avere il maggior numero possibile di concorrenti, mentre i concorrenti tendono a usare varie strategie per ottimizzare le proprie aspettative di vincita.
Le aste al ribasso di tale tipo sono iniziate ad apparire in Italia nel 2007; a fine 2008 esistono vari siti internet che gestiscono tali aste.
Alcune associazioni dei consumatori hanno espresso opinioni riguardo al mancato rispetto delle norme sulla pubblicità ingannevole e sul rispetto delle normative dei giochi d'azzardo.
Un esempio particolare di "asta al ribasso" istituzionalizzata si individua nel campo delle incentivazioni pubbliche sulle energie rinnovabili (che andranno a sostituire i certificati verdi) per gli impianti di produzione con potenza nominale in immissione superiore a 5000 kW. Il comma 4 dell'art. 24 del Decreto Legislativo 28 del 2011 statuisce infatti che la produzione di energia da tali impianti "ha diritto ad un incentivo assegnato tramite aste al ribasso". L'Italia è l'unico Paese dell'UE che adotterà questo meccanismo incentivante e la particolarità sta nel fatto che il bene oggetto del contratto d'asta è l'incentivo, cioè il denaro stesso.